# Ян Бернат
Ян Бернат (словац. Ján Bernát, нар. 10 січня 2001, Пряшів, Словаччина) — словацький футболіст, півзахисник клубу «Жиліна» та молодіжної збірної Словаччини.
На правах оренди грає у бельгійському клубі «Вестерло».

## Клубна кар'єра
Ян Бернат народився у місті Пряшів і займатися футболом починав у школі місцевого клубу «Татран». У 2016 році футболіст перейшов до академії клубу «Жиліна», з яким у лютому 2019 року підписав свій перший професійний контракт, розрахований до 2022 року. 2 березня 2019 року Бернат дебютував у першій команді у матчах чемпіонату Словаччини.
У серпні 2021 року Ян Бернат відправився у чемпіонат Бельгії, де на правах оренди приєднався до клубу Другого дивізіону «Вестерло».

## Збірна
З 2017 року Ян Бернат виступає за юнацькі збірні Словаччини. У 2019 році він дебютував у складі молодіжної збірної Словаччини.